# Mannschaftskapitän (Eishockey)
Der Mannschaftskapitän im Eishockey ist der einzige Spieler, dem es laut der Regeln im Eishockey erlaubt ist, mit dem Schiedsrichter über seine Regelauslegung zu sprechen. Er ist durch ein „C“ auf der Brust gekennzeichnet, im russischsprachigen Raum auch mit einem „К“. Der Kapitän wird von Fans und Medien als Repräsentant der Mannschaft und Gesicht des Teams angesehen. Er ist derjenige, der das gesamte Team gegenüber dem Trainer oder dem Management vertritt, wenn es um die Interessen der Spieler geht. Eishockeyvereine dürfen bis zu zwei Assistenzkapitäne haben, die den etatmäßigen Kapitän bei dessen Abwesenheit vertreten. Ein Kapitän ist zudem auch ein Stützpfeiler für junge Spieler, die in die Mannschaft integriert werden sollen.

## Auswahlprozess
Meistens wählt das Teammanagement oder der Trainer den Kapitän aus, aber in manchen Teams wählen die Spieler ihren Kapitän. Mannschaftskapitäne sind sehr oft Spieler mit Erfahrung, die zudem schon länger dem Team angehören. Jeder Spieler kann zum Kapitän gewählt werden, mit Ausnahme des Torhüters. Die Auswahl wird als besonderer Moment angesehen, da sich dadurch die Spielweise und das Bild der Mannschaft ändern kann.

Das „C“ ist ein besonderes Symbol und eine Ehre für jeden Spieler. Allerdings bringt es auch Verantwortung mit sich, der Anführer der Mannschaft zu sein. Der Kapitän ist jener Spieler, der berechtigt ist, sich mit den Schiedsrichtern zu unterhalten, wenn es strittige Situationen während eines Spiels gibt. Darüber hinaus ist er das Bindeglied zwischen Trainer und der Mannschaft. Wie wichtig das Amt ist, sieht man an einigen Beispielen: So wurde 2000 der 19-jährige Vincent Lecavalier vom Teambesitzer des NHL-Teams Tampa Bay Lightning zum Kapitän ernannt. Lecavalier scheiterte und die Kompetenz des Teambesitzers wurde in Frage gestellt. Eric Lindros verlor in Philadelphia seine Kapitänsrolle, als er die medizinische Abteilung des Teams kritisierte. 

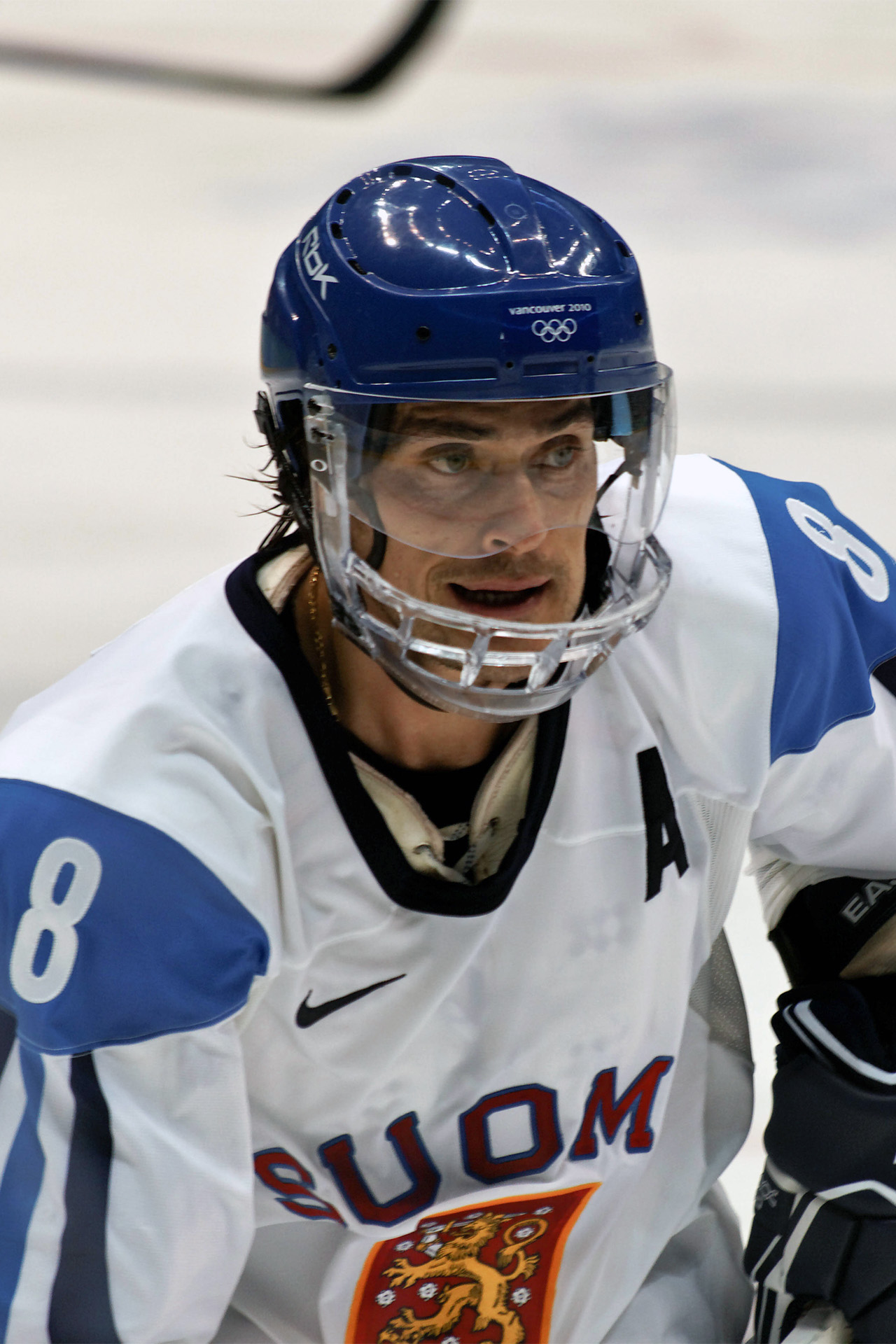
Teemu Selänne mit dem „A“ auf der Brust, dem Zeichen eines Assistenzkapitäns

## Assistenzkapitäne
Teams dürfen bis zu zwei Assistenzkapitäne haben. Wenn der Kapitän nicht auf dem Eis ist, darf ein Assistenzkapitän, der gerade im Spiel ist, die Rolle des Kapitäns übernehmen und mit den Schiedsrichtern sprechen. Sie übernehmen ebenfalls die Rolle, wenn der Kapitän verletzt ist, gegen ihn selber gerade eine Strafe ausgesprochen worden ist oder gar kein Kapitän benannt wurde. Die Assistenzkapitäne tragen ein „A“ auf der Brust. Es gibt sogar Teams, die ganz ohne Kapitän antreten und stattdessen bis zu vier Assistenzkapitäne haben, wie es in der NHL während der Saison 2007/08 bei den St. Louis Blues und den Chicago Blackhawks oder 2018/20 bei den Detroit Red Wings der Fall war. Die Tampa Bay Lightning gingen sogar die ersten drei Jahre ihres Bestehens ohne Kapitän in die Spielzeiten.

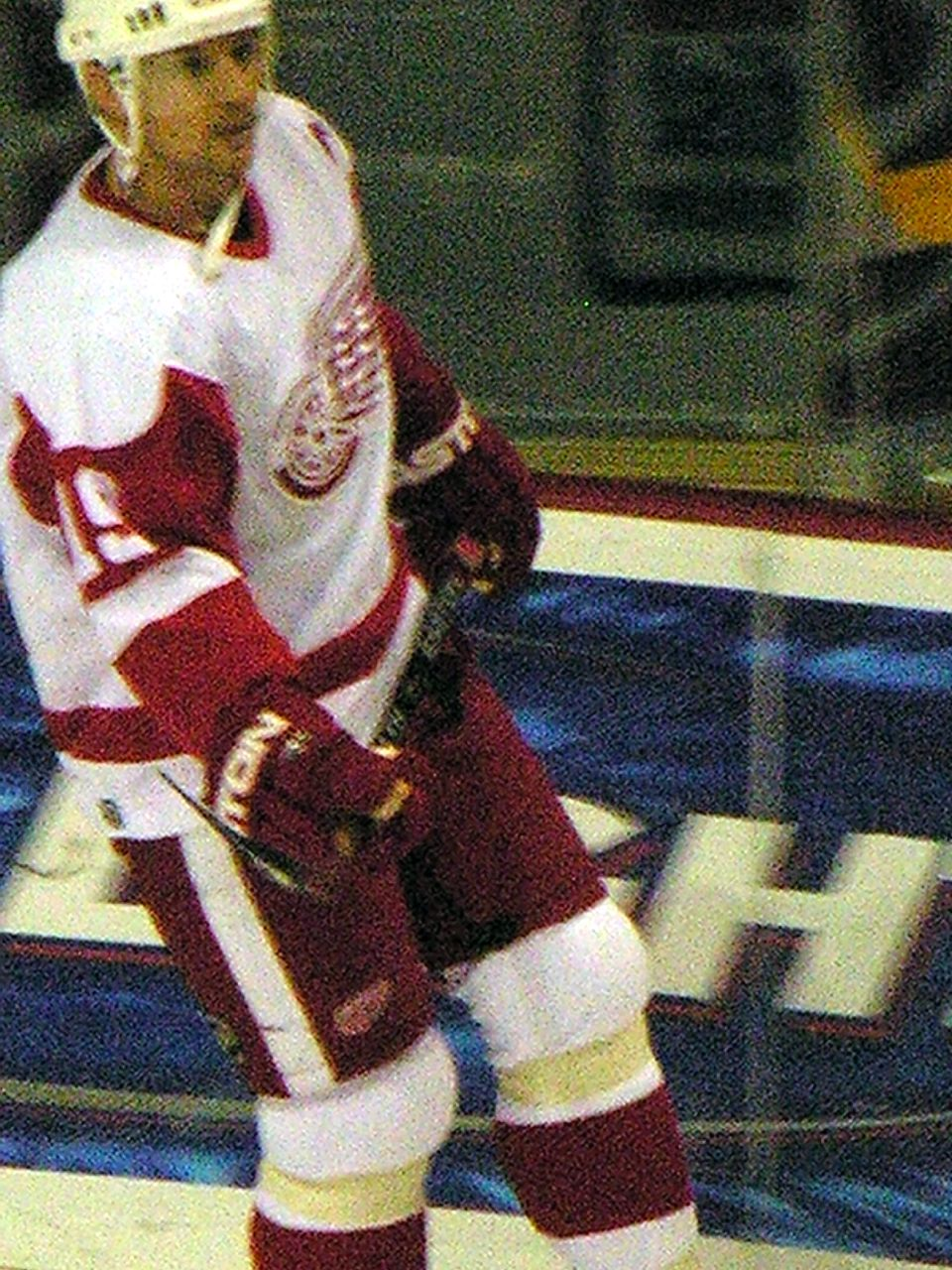
Steve Yzerman war 20 Jahre lang Kapitän der Detroit Red Wings – so lange wie kein anderer Spieler der NHL

## Geschichte
In der Saison 1947/48 ordnete die National Hockey League alle Teams an, ihre Mannschaftskapitäne mit einem „C“ und deren Assistenten mit einem „A“ zu kennzeichnen. Nach einer Verletzung von Toe Blake übernahm Torhüter Bill Durnan das „C“ des Kapitäns bei den Montréal Canadiens. Er war nicht der erste Torhüter, der die Rolle des Kapitäns hatte, jedoch der einzige, der das „C“ auf dem Trikot trug.
Die NHL und die Internationale Eishockey-Föderation IIHF änderten allerdings im Sommer 1948 die Regeln, so dass kein Torhüter mehr Kapitän sein konnte. Der Grund dafür waren die Spielverzögerungen, da der Torhüter zum Teil bis ans andere Ende des Eises laufen musste, um mit dem Schiedsrichter zu sprechen. Im Herbst 2008 wurde mit Roberto Luongo von den Vancouver Canucks erstmals wieder ein Torhüter zum Kapitän eines NHL-Team ernannt, jedoch darf er weder das „C“ tragen noch mit dem Schiedsrichter diskutieren und muss auf dem Eis in der Kapitänsrolle durch Feldspieler vertreten werden.
Der Spieler, der am längsten in der Geschichte der NHL Kapitän einer Mannschaft war, ist Steve Yzerman, der das „C“ der Detroit Red Wings von 1986 bis 2006 trug. Ihm folgen Ray Bourque, Kapitän der Boston Bruins von 1985 bis 2000, Mario Lemieux, Kapitän der Pittsburgh Penguins von 1987 bis 1994, 1995 bis 1997 sowie 2001 bis 2005, und Joe Sakic, Kapitän des Québec Nordiques/Colorado Avalanche-Franchises von 1990 bis 1991 und 1992 bis 2009.

## Besonderheiten
Mehrere Teams wechselten den Mannschaftskapitän in der Vergangenheit bereits monatlich, wie die Buffalo Sabres in den Spielzeiten 2003/04 und 2007/08 sowie die Minnesota Wild zwischen 2000 und 2009.
Ein ähnliches System verfolgten auch die San Jose Sharks in der ersten Hälfte der Saison 2003/04 nach dem Weggang des langjährigen Kapitäns Owen Nolan. Dort wechselte das „C“ alle zehn Spiele, ehe man sich auf Patrick Marleau festlegte.
Bei den Buffalo Sabres wechselten sich von 2005 bis 2007 Chris Drury und Daniel Brière als Kapitän ab. Derjenige von den beiden, der in einem Spiel nicht das „C“ trug, trat als Assistenzkapitän auf.
Im Jahr 2016 wurde Connor McDavid von den Edmonton Oilers im Alter von 19 Jahren und 266 Tagen zum jüngsten Mannschaftskapitän der NHL-Geschichte ernannt. Damit war er bei seiner Ernennung exakt 20 Tage jünger als Gabriel Landeskog von der Colorado Avalanche, der diesen Rekord am 4. September 2012 aufgestellt hatte. Brian Bellows war sogar noch jünger, als er nach Craig Hartsburgs Verletzung im Januar 1984 das Amt als Mannschaftskapitän übernahm und bis zum Ende der Saison ausfüllte. Allerdings wird Bellows in den Rekordlisten nur als Interimskapitän geführt.